# Bundwerk

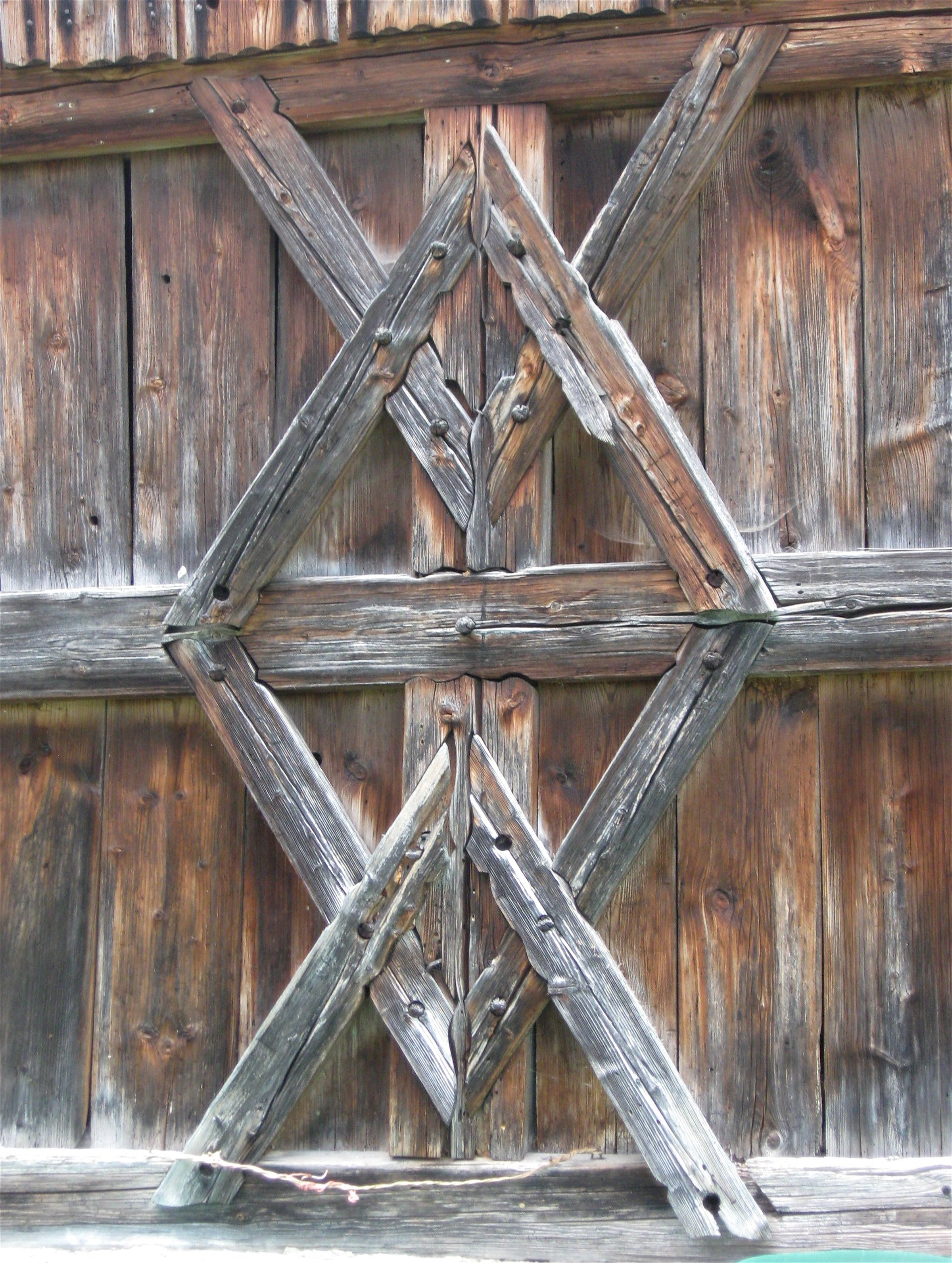
Bundwerkdetail an einem Bauernhaus in Glonn

Bundwerk ist in der bäuerlichen Baukunst ein Ständer-Riegel-Gerüst mit Bretterhinterschalung.

## Begriff, Gestaltung, Verbreitung, Geschichte
Bundwerk ist ein Begriff aus der Zimmermannskunst und bäuerlichen Baukultur vor allem des 19. Jahrhunderts in Österreich, Südtirol und Bayern. Nach Blockbau und Fachwerk ist das Bundwerk eine der am meisten verbreiteten Holzbautechniken. 
Charakteristisch für Bundwerk sind Gitter- und Rautenmuster, welche durch sich engmaschig überkreuzende Bänder oder Streben entstehen, wobei sich die tragenden und aussteifenden Gerüstelemente und die gerüstergänzenden Elemente einer innenseitig angebrachten Verbretterung oder Verbohlung dekorativ von den wandbildenden Elementen abheben.
Mit Bundwerk wurden vor allem die Front- und Giebelseite bäuerlicher Wirtschaftsgebäude, sehr häufig die Getreide-„Stadel“ von Vierseithöfen, geziert.
Vor allem im nordöstlichen Oberbayern ist es besonders formenreich und farbig. Dagegen sind im Werdenfelser Land und in der Region um Innsbruck nur einige Orte davon durchgehend geprägt.

In den Jahren zwischen 1830 und 1860 hat das Bundwerk seine Hochblüte erlebt, als neben dem Zimmermann auch Maler und Schnitzer das Bundwerk künstlerisch gestalteten, oft mit Fabelwesen oder christlichen Symbolen.

Galerie
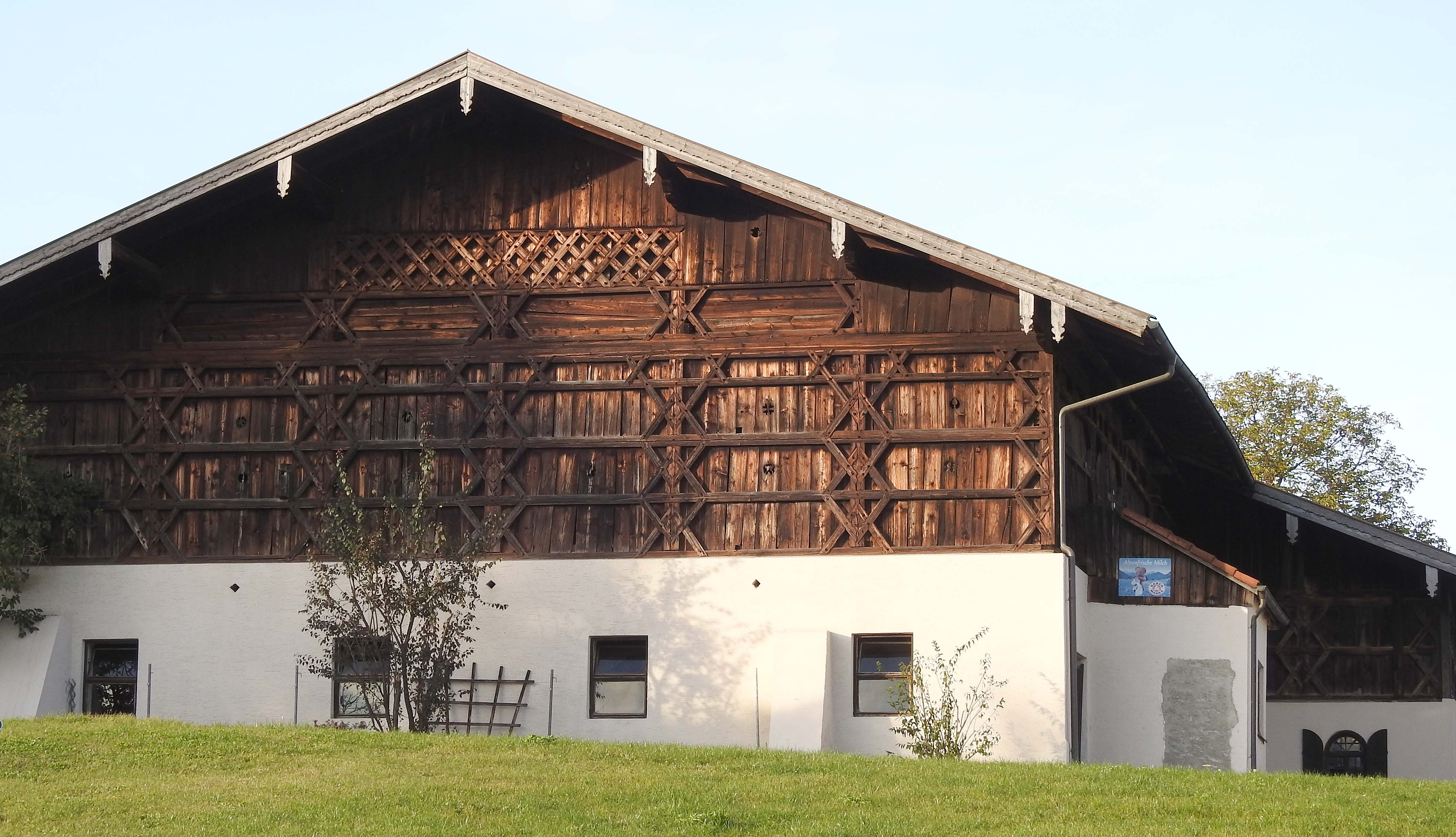
Bundwerkstadel (Seeon-Seebruck)
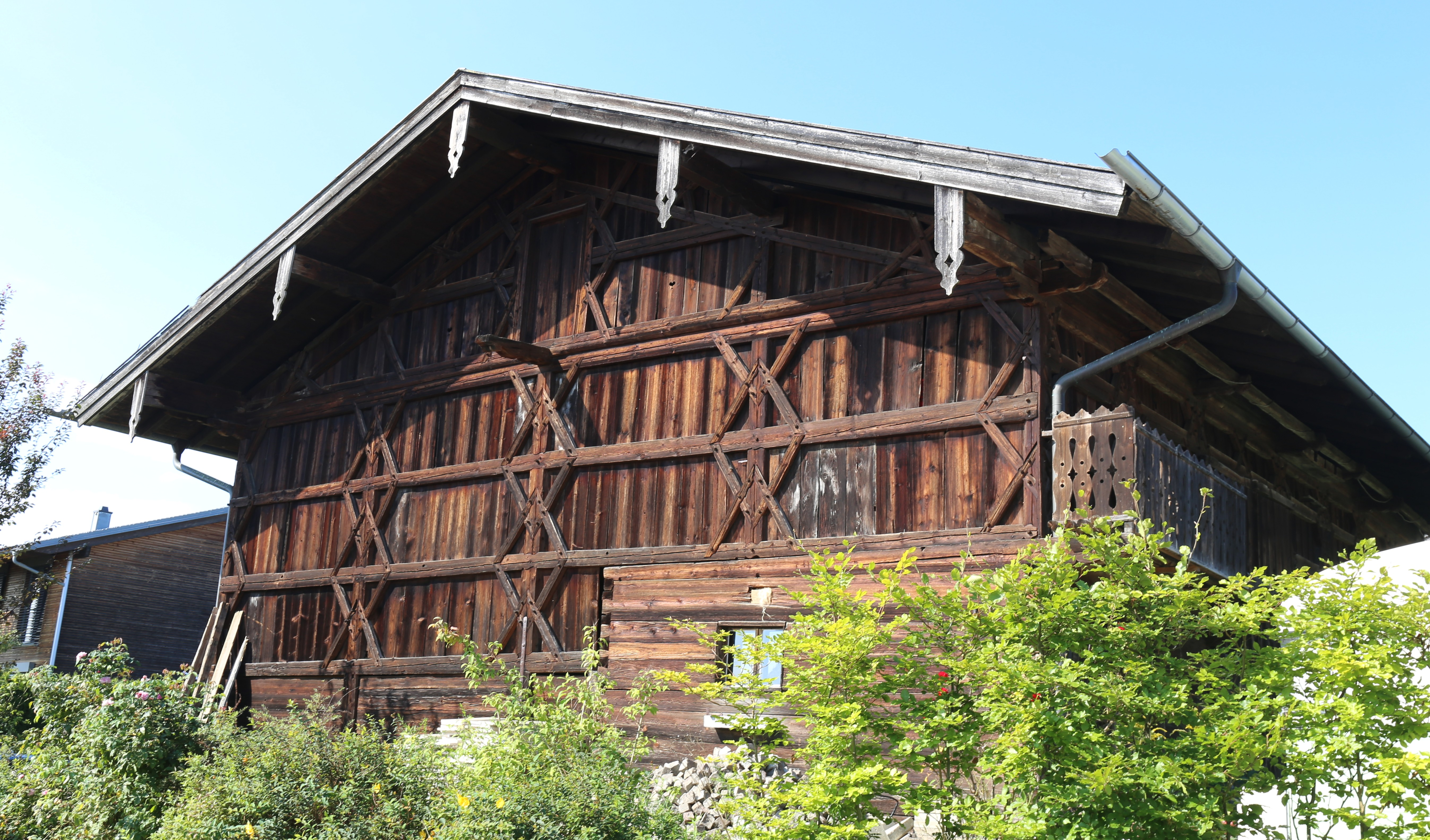
Bundwerkstadel (Prutting)
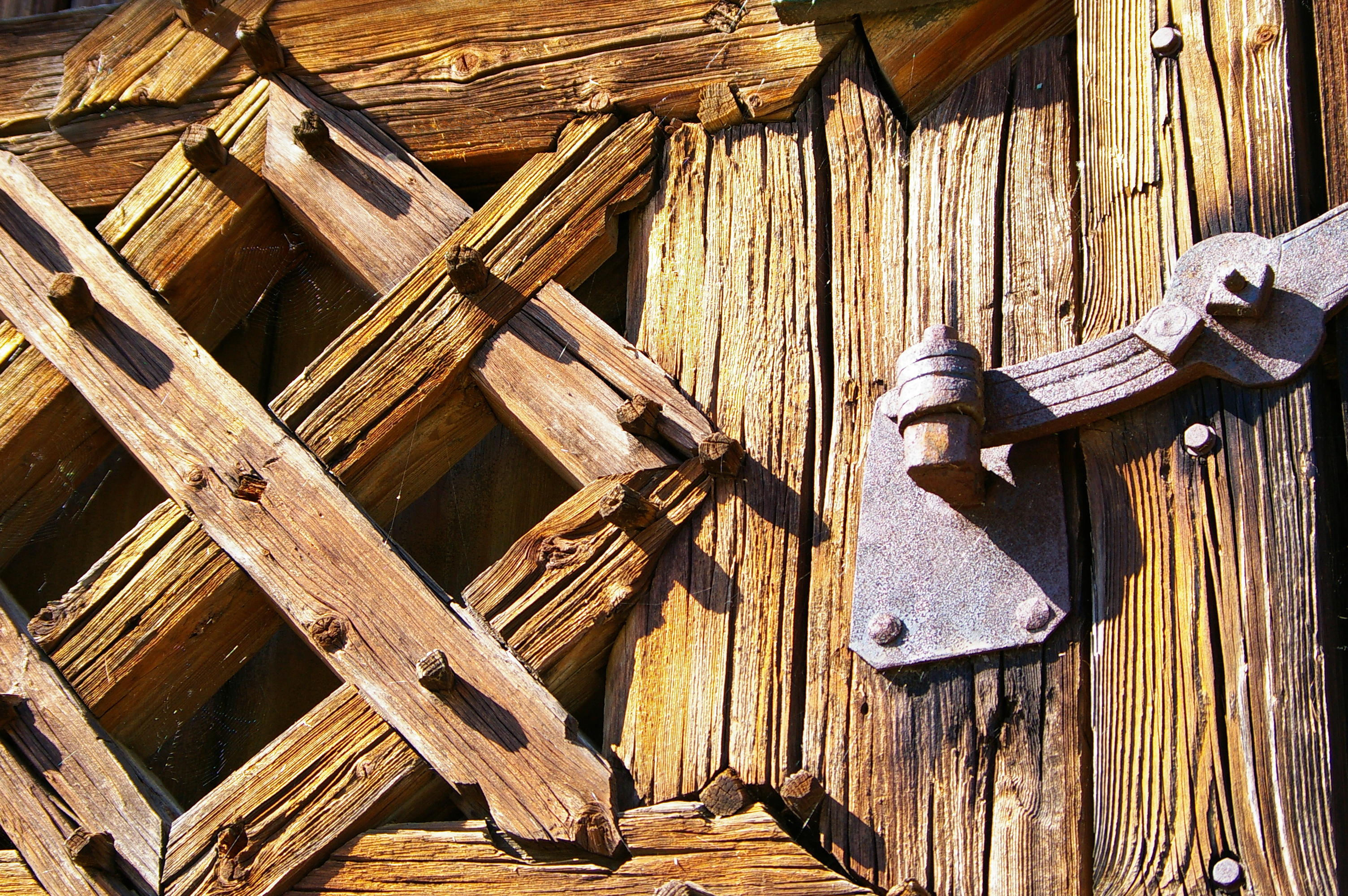
Detail
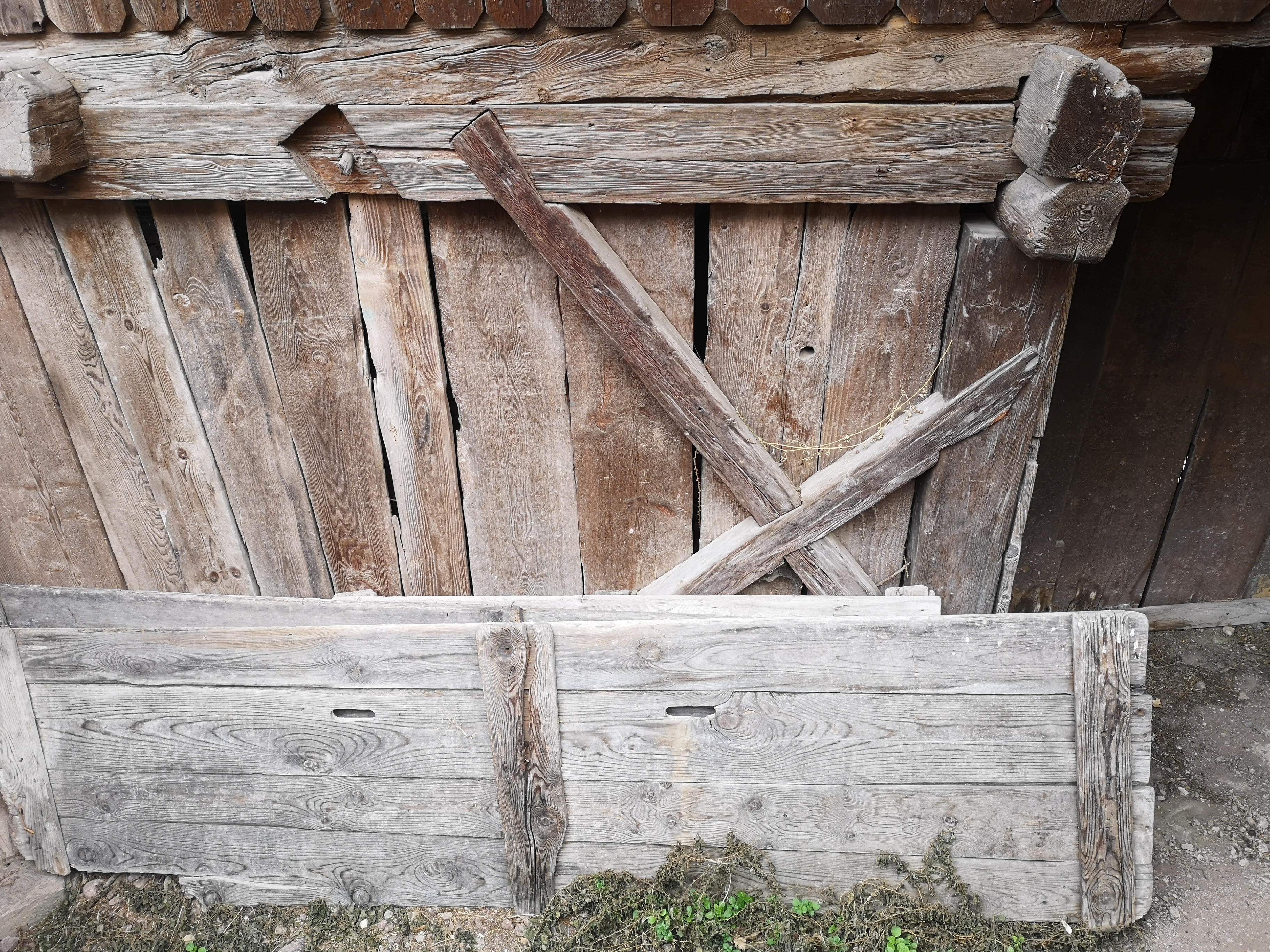
Bundwerkdetail an einem Stadel in St. Georgen in Gries-Bozen